# Orosius
Paulus Orosius (ca. 385, ca. 420) var en kristen historiker, der hørte til kredsen omkring teologen og kirkefaderen Augustin. Han er bedst kendt for sit store syv-bindsværk Historiarum Adversus Paganos Libri VII (Syv historiebøger mod hedningene), som han skrev på opfordring af Augustin som et bevis for, at Romerrigets nedgang ikke skyldtes, at romerne havde taget kristendommen til sig og forkastet de gamle guder. Den direkte anledning til bogen var goternes plyndring af Rom i 410.
Orosius kom oprindeligt fra Gallaecia (nutidens Nord-Portugal) men kom omkring 413 til Hippo Regius, sandsynligvis på grund af vandalernes plyndringer på den iberiske halvø. Her boede han noget tid hos Augustin, der bl.a. sendte ham til Palæstina i 415, hvor han mødte Hieronymus.
Historiarum Adversus Paganos Libri VII udkom ca. 417, mens Augustin stadig arbejdede på sin De Civitate Dei (Om Guds by). Augustin var dog ikke helt tilfreds med Orosius' værk, da det havde en mere positiv tilgang til nutiden, end Augustin fremlægger i De Civitate Dei. Værket er baseret på en række romerske historikere bl.a. Julius Cæsar, Livius, Sveton, Tacitus, Justin og Florus. Kort efter udgivelse ophører sporerne efter Orosius, men om det betyder, at han er død, diskuteres stadig.